# Puente de Édéa
El Puente de Édéa o el Puente Alemán de Édéa (en francés: Pont d'Édéa; Pont allemand d'Édéa) es una estructura que fue construida durante la colonización alemana en 1911 sobre el río Sanaga en el país africano de Camerún. Se trata de puente un acero de 160 metros de largo con un arco.
El primer director del Instituto Goethe-Kamerun decidió celebrar un evento por su siglo de existencia, junto con los cincuenta años de colaboración entre el Instituto Goethe y Camerún. El puente se armó provisionalmente antes de ser transportado en partes a Camerún. En el momento de su puesta en servicio, era el puente de arco de acero más largo de África.